# Daniel Barenboim
Daniel Barenboim, KBE (* 15. listopadu 1942, Buenos Aires) je argentinsko-izraelský pianista a dirigent ruského původu. Kromě státní příslušnosti Argentiny a Izraele má také občanství Palestiny a Španělska.
V letech 2011–2014 byl šéfdirigentem operního domu La Scala v Miláně. Od roku 1992 je šéfdirigentem Státní opery Pod lipami v Berlíně. Vystupuje také v České republice. Je nositelem Řádu britského impéria, francouzského Řádu čestné legie, německého Velkého spolkového řádu za zásluhy a Ceny Willyho Brandta, španělské Ceny Prince Asturijského a sedminásobným držitelem Ceny Grammy.

## Umělecká dráha
Barenboim pochází z argentinské židovské rodiny ruského původu. Na klavír hraje od pěti let, nejprve jej učila jeho matka, později pak jeho otec. Další učitele hry na klavír neměl. Svůj první klavírní koncert absolvoval ve věku sedmi let, od roku 1952 pak pravidelně vystupuje i na mezinárodních pódiích. Svůj koncertní debut v Evropě absolvoval ve Vídni. V roce 1952 se celá jeho rodina odstěhovala do Izraele. Od roku 1954 studoval v rakouském Salcburku dirigentský obor. Od roku 1955 pak studoval v Paříži obory komponování a dirigování.

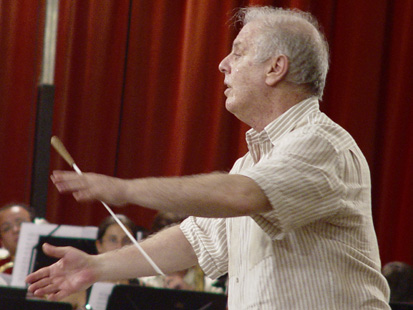
Daniel Barenboim při zkoušce s Orchestrem Západovýchodní diván v Seville, 2005

Barenboim se stal známým i snahou o usmíření mezi Izraelem a palestinskými Araby. Spolu s palestinským literárním vědcem Edwardem Saidem založil v roce 1999 Orchestr Západovýchodní diván (West-Eastern Divan Orchestra), složený převážně z mladých izraelských, palestinských a španělských hudebníků (věková hranice byla původně 28 let), a vede jej jako dirigent. Tento orchestr má své sídlo ve španělské Seville a koncertuje po celém světě. Dne 25. srpna 2013 vystoupil Orchestr Západovýchodní diván na berlínském Lesním jevišti (Waldbühne) před 15 000 diváky. Na programu koncertu byly předehry k operám Giuseppe Verdiho a Richarda Wagnera a Fantastická symfonie od Hectora Berlioze.
Díky podpoře sponzorů bylo z iniciativy Daniela Barenboima přestavěno nevyužité skladiště Státní opery Pod lipami v Berlíně, aby zde mohla od roku 2016 působit „Barenboimova a Saidova Akademie“ (Barenboim-Said Akademie). Zde vzniklo místo až pro 100 stipendistů, nastávajících hudebníků z Blízkého Východu, a pro koncertní sál střední velikosti.

## Osobní život
Jeho první manželkou byla od roku 1967 britská violoncellistka Jacqueline du Pré, která v roce 1987 zemřela na roztroušenou sklerózu. Důvěrný vztah udržoval i s ruskou klavíristkou Jelenou Baškirovovou, se kterou má dva syny. Sňatek s ní uzavřel v roce 1988, rodina žije dlouhodobě v Berlíně. Starší syn David (* 1983) je manažer a textař německé hip-hopové kapely, mladší syn Michael (* 1985) je houslista.
Daniel Barenboim je státním občanem Argentiny, Izraele, Španělska a také Palestiny.